# Tlepolemos (Mythologie)
Tlepolemos (altgriechisch Τληπόλεμος Tlēpólemos) ist in der griechischen Mythologie ein Sohn des Herakles und einer Tochter des Königs Phylas von Ephyra namens Astyocheia oder Astyoche, deren Namen aber auch als Astygeneia, Antigone oder Astydameia, die Tochter des Amyntor, überliefert wird. Die antike Überlieferung geht mehrheitlich davon aus, dass sie Astyoche hieß und von einem Fluss namens Sellëeis oder aus der Stadt Ephyra stammt, womit in Kombination wahrscheinlich nur das thesprotische Ephyra in Epirus in Frage kommt. Gleichwohl behauptet Strabon nachdrücklich und unter Kenntnis aller Argumente, Homer hätte das eleische Ephyra als Heimat der Astyocheia gemeint. Als Sohn des Herakles zählt Tlepolemos, der Anführer der Rhodier im Trojanischen Krieg, zu den Herakleiden.
Nach dem Tod seines Vaters wurde er, wie alle Söhne des Herakles, von Eurystheus aus Tiryns vertrieben. Nach Aufenthalten zunächst in Trachis, dann in Athen und der darauf folgenden Teilnahme am ersten Zug der Herakleiden wurde er schließlich als einziger Herakleid in Argos aufgenommen. In seiner Begleitung befand sich auch Likymnios, der Onkel des Herakles. Im Streit oder aus Versehen tötete er den mittlerweile greisen Likymnios, als dieser aus den Gemächern seiner Mutter Mideia kam, mit einem Knüppel aus Olivenholz. Als absichtliche und aus Ärger begangene Tat sah Pindar den Totschlag des Likymnios, doch geht die antike Erklärung des Geschehens mehrheitlich von der Unschuld des Tlepolemos aus, der lediglich einen Sklaven habe züchtigen wollen.
Freiwillig oder von den Argivern genötigt, verlässt Tlepolemos mit seiner argivischen Gattin Polyxo (oder Philozoe) und begleitet von nicht wenigen Getreuen Argos und segelt nach Rhodos. Dort gründet er die dorische Tripolis mit den Städten Lindos, Ialyssos und „der weißen“ Kameiros – prosperierende Gemeinwesen, die unter dem Segen des Zeus standen.
Nach Hyginus Mythographus gehörte Tlepolemos zu den Freiern der Helena und schwor wie die anderen dem Tyndareos, Helena zu beschützen. Dem Schwur folgend, nahm er daher am Trojanischen Krieg teil und führte neun Schiffe mit sich. Bereits im Vorfeld des Trojanischen Krieges hilft er in den Kypria, obwohl auf Seiten der Griechen stehend, seinem Halbbruder Telephos, den die Griechen als einen Verbündeten Trojas vor Kriegsbeginn angreifen wollen. Als Telephos von Achilleus schwer verwundet wird, gehört Tlepolemos zu einer Gruppe griechischer Heerführer, die den Verletzten zu trösten versuchen.
Vor Troja ist Tlepolemos einer der großen Helden und sein Schicksal der Ilias viele Zeilen wert. Bereits im Schiffskatalog wird seine Abstammung von Herakles erwähnt, Plutarch nennt ihn neben Achilleus und Penelos, die von Ephippos um Hilfe für seinen Vater Poimandros gebeten werden.
Im Kampf vor Troja findet schließlich er, der Zeusenkel, in Sarpedon, dem Zeussohn, seinen Gegner. Nachdem er Sarpedon verhöhnt und dessen göttliche Abstammung in Frage gestellt hatte, wird er von diesem mit der Lanze tödlich verwundet: „… Es traf dem Gegner Sarpedon / Grad’ in den Hals, daß hinten die Spitz’ ihm schrecklich hervordrang; / Schnell umhüllt’ ihm die Augen ein mitternächtliches Dunkel.“
Seine Gattin Polyxo, die derweil in Rhodos die Herrschaft im Namen ihres unmündigen Sohnes ausübte, veranstaltete dem Tlepolemos zu Ehren Leichenspiele. Aus Rache für den Tod ihres Mannes lässt sie Helena, die entweder auf der Heimreise von Ägypten oder auf der Flucht nach des Menelaos Tod in Rhodos ankommt, von ihren als Erinyen verkleideten Dienerinnen hängen.
Nach Plinius stellte der Maler Protogenes, ein Zeitgenosse des Apelles, ein Gemälde des Tlepolemos her.
Bei aller Tiefe und Bedeutungsschwere, die dem griechischen Mythos innewohnt, konnte auch die Antike ihre Helden ins Komische ziehen. So ist eine Essensszene des Komikers Lynkeus von Samos überliefert, in der er die Helden Tlepolemos und Theseus beim Fischessen vereinigt, und das im wahrsten Sinne: Für einen Fisch gibt sich Tlepolemos dem schönen Theseus hin.